# 八一镇 (林芝市)
八一镇（藏語：བྲག་ཡིབ་གྲོང།，威利转写：brag yib grong）是西藏自治区林芝市巴宜区的镇。

## 简介
八一镇原名“拉日嘎”。为林芝地区行署所在地，镇区面积约8平方公里，常住人口1.6万多人，流动人口数千人。1970年以来，西藏自治区先后在八一镇建立了西藏农牧学院、高原生态研究所等教育科研机构。
2016年，由八一镇析置白玛岗街道、觉木街道2个街道办事处。

## 行政区划
八一镇下辖以下地区：
巴果绕村、多布村、公众村、加当嘎村、拉丁嘎村、唐地村、永久村、章麦村、加乃村、巴吉村和尼西村。

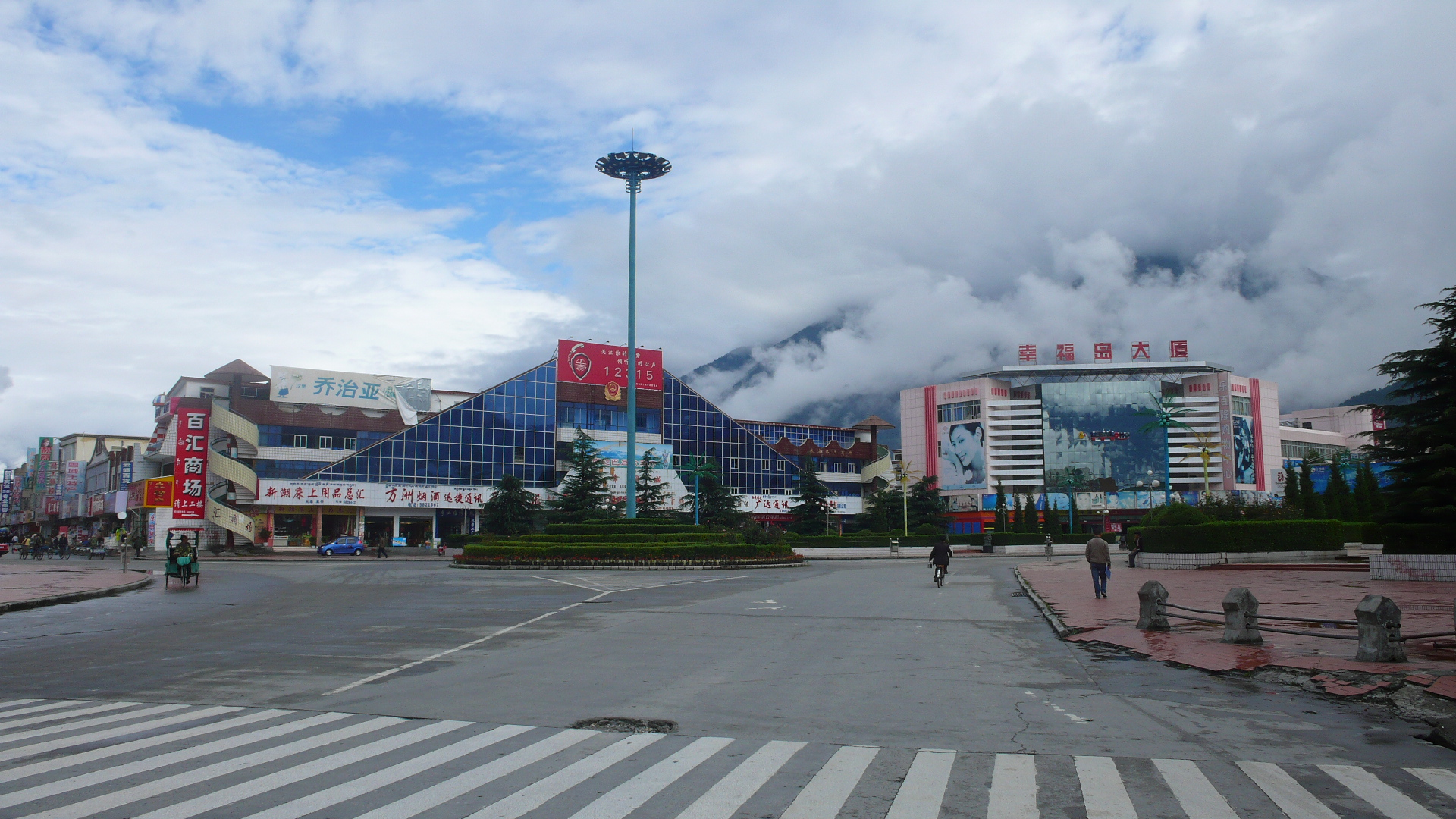
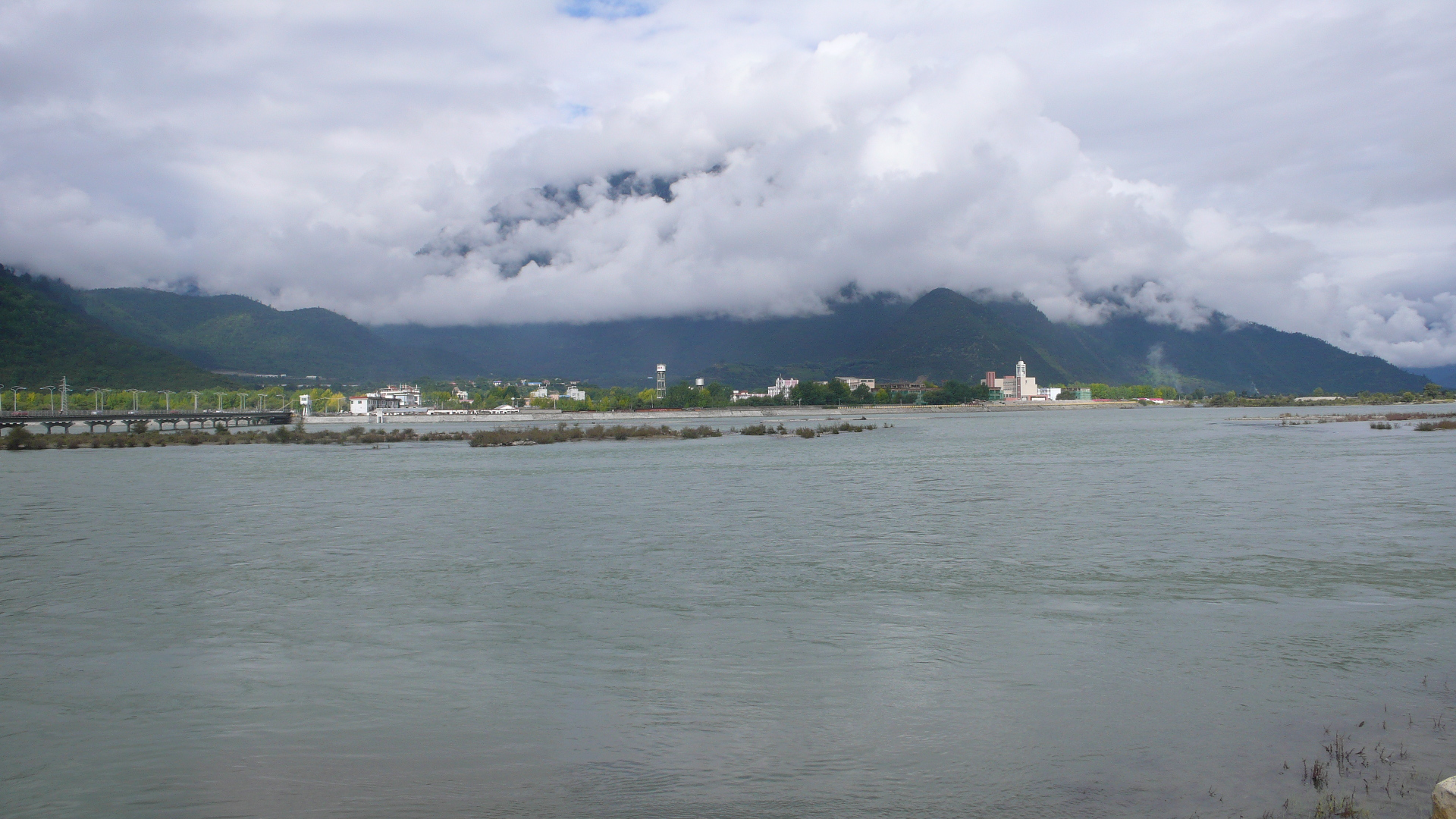
从尼洋河看八一镇